# Кведа-Ончеиши
Кведа-Ончеиши (груз. ქვედა ონჭეიში) — село в Грузии, на территории Цхалтубского муниципалитета края (мхаре) Имеретия.

## География
Село находится в западной части Грузии, на левом берегу реки Риони, на расстоянии 18 километров к северо-востоку от города Цхалтубо, административного центра муниципалитета. Абсолютная высота — 293 метра над уровнем моря.

## Население
По результатам официальной переписи населения 2014 года, в Кведа-Ончеиши проживало 16 человек (8 мужчин и 8 женщин). В национальной структуре населения грузины составляли 93,8 %, русские — 6,2 %.
| Год  | Население, человек |
| ---- | ------------------ |
| 2002 | 27                 |
| 2014 | ↘ 16               |